# Cannaregio (negyed)
Cannaregio negyed (olaszul: 'Sestiere di Cannaregio', velenceiül Sestièr de Canarégio) Velence Venezia-Murano-Burano községének kisebb közigazgatási egysége a város történelmi központjában.
Nevére két magyarázat is létezik, az egyik szerint a Canal Regio (='királyi csatorna') szóból származik, mely arra utal, hogy ez a terület a vashíd megépítése előtt szárazföldi összeköttetést jelentő fő csatornája volt a városnak.
A másik elképzelés arra utal, hogy a környéket a mély vizek lecsapolása előtt nád lepte volna be. (canneto = 'nád').

## Érdekesség
- A Santa Lucia-pályaudvar – amely a Napóleon által létrehozott Itáliai Királyság idején, 1806-ban lerombolt régi Santa Lucia-templom helyét foglalja ma el – viseli az 1. házszámot az egész negyedben.

## Híres utcái, terei és hídjai
Ponte e Fondamenta dei Mori: gazdag, Peloponnészoszról elmenekült mórok utcája volt. A híd róluk kapta a nevét.
Calle de Duca: Ferdinando Carlo Gonzaga, Mantova és Monferrato hercegének büntetéséről kapta az utca a nevét.
Sotoportego e Corte del Milion: valószínűleg ebben a kis utcában állt Marco Polo háza, a Milion nevet a felfedező könyvéről kapta.
Campiello dei Miracoli: 1400 körül a nép emlékezete csodát őrzött meg a kis térrel kapcsolatban egy könnyező madonnakép felbukkanásáról. Ezért alapították a Santa Maria dei Miracoli templomát.
Strada Nuova: igen fontos útvonal, amely a Santa Lucia-pályaudvart köti össze a Rialto-híddal.

Campo dei Mori
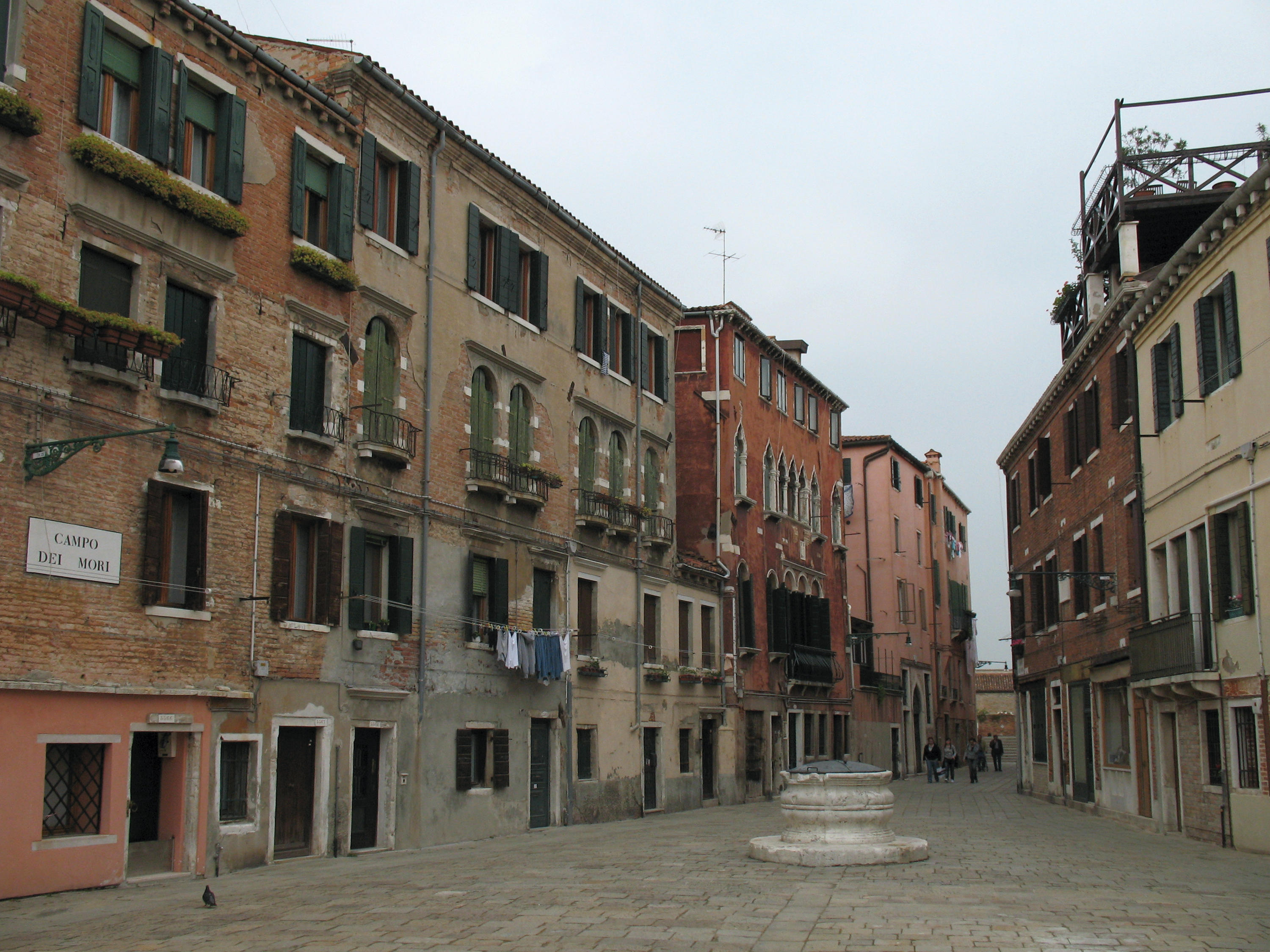
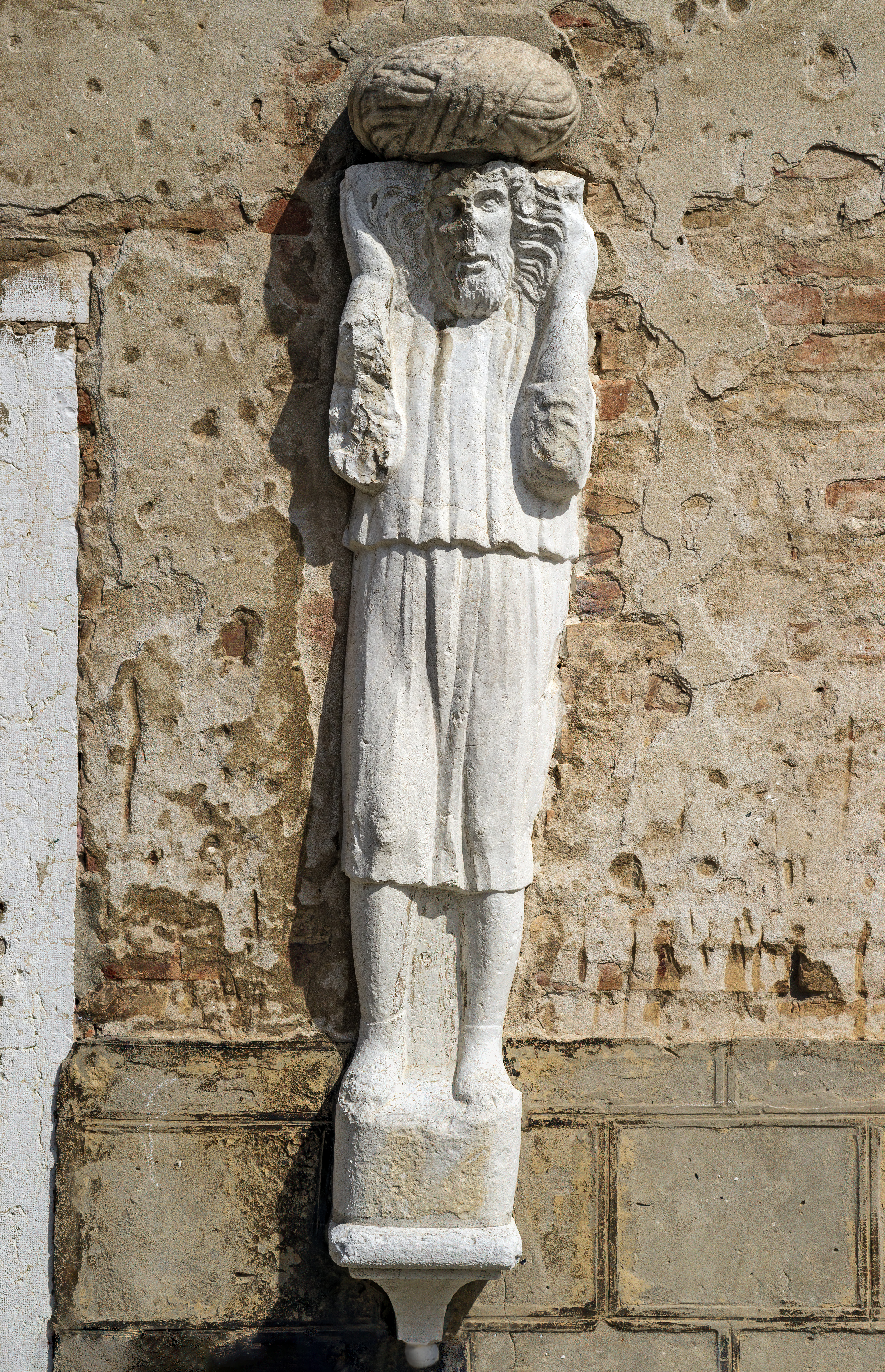
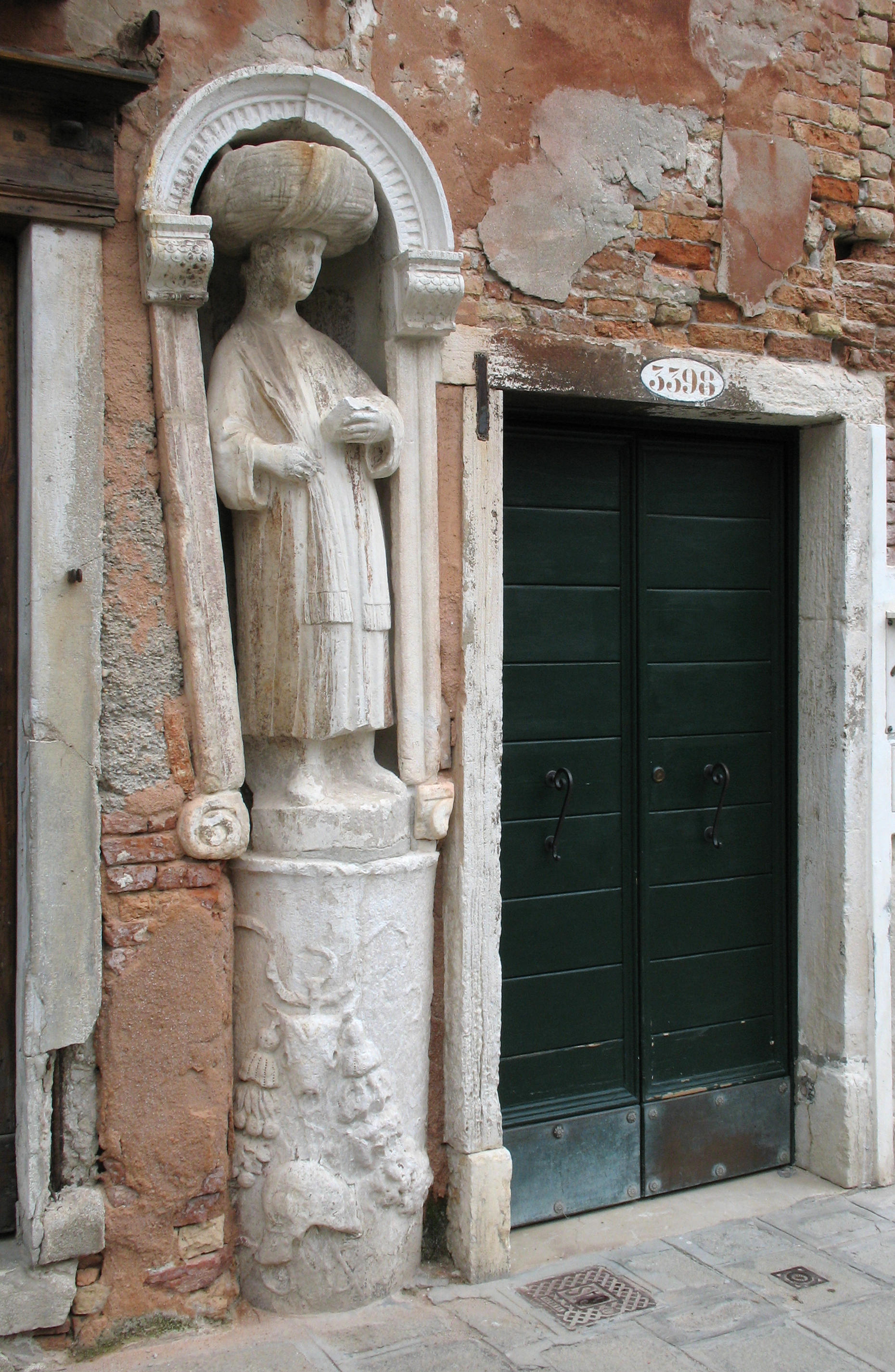

## Nevezetességei

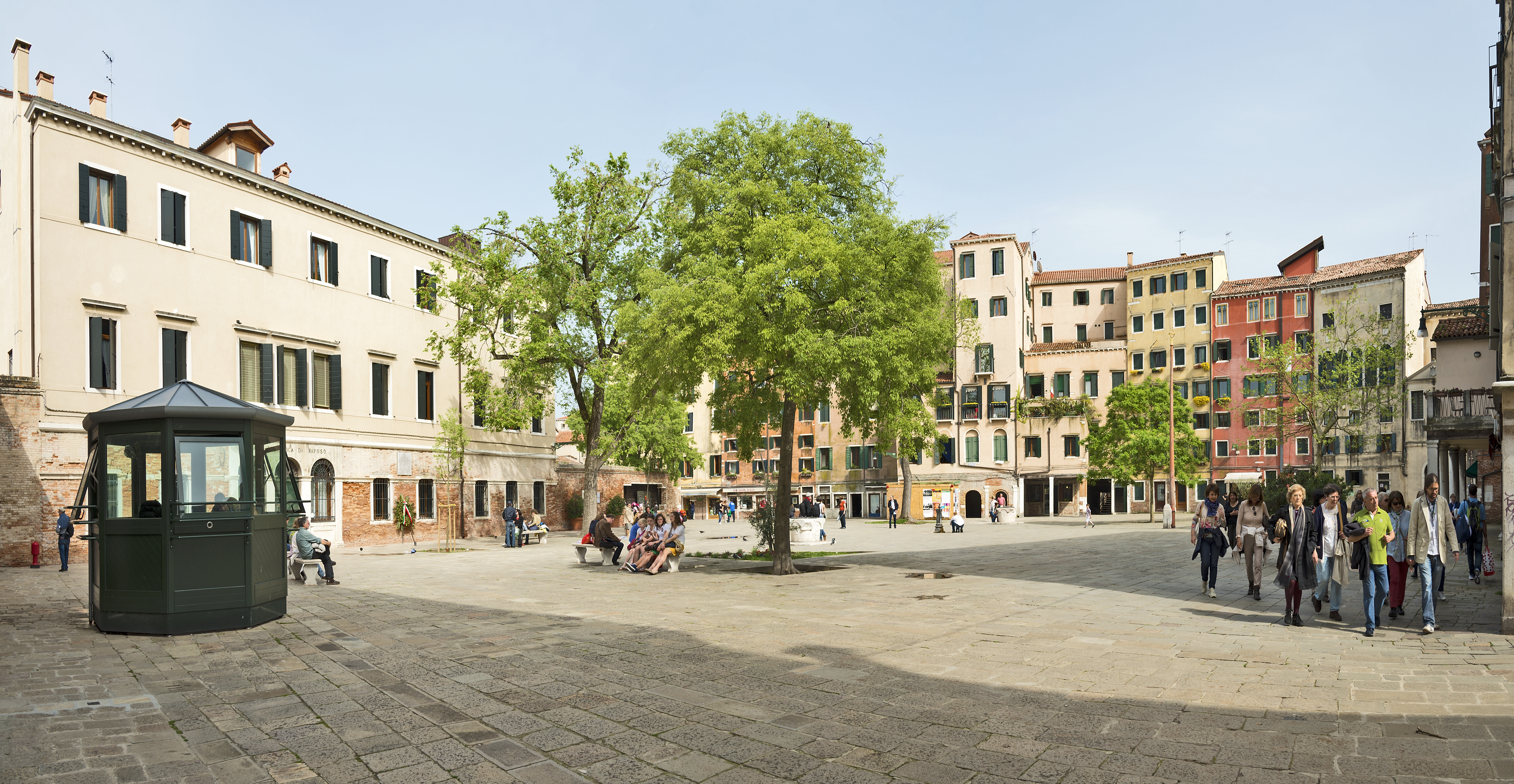
A Ghetto Nuovo tere

- Templomok: Scalzi, Gesuiti (Jezsuiták temploma), Santa Maria dei Miracoli, SS. Apostoli, Madonna dell'Orto, San Felice, San Geremia, San Giobbe, San Marcuola, Sant'Alvise, Santa Fosca, Santa Sofia, San Canciano, Monasteri Carmelitano Scalze.
- Gettó (Ghetto di Venezia).
- Paolo Sarpi emlékműve (Monumento a Fra' Paolo Sarpi)
- Paloták: Ca’ d’Oro, Ca’ da Mosto, Ca’ Vendramin Calergi, Ca’ Zanardi, Casa del Tintoretto, Palazzo Labia, Palazzo Manfrin, Palazzo Mastelli, Palazzo Pesaro Papafava, Palazzo Sagredo, Palazzo Zeno, Palazzo Lezze, Palazzo Correr-Contarini, Palazzo Zen, Palazzo Giovanelli, Palazzo Doná delle Rose, Palazzo Soranzo Van Axel
- Hidak: Ponte dei Tre Archi, Ponte delle Guglie
- Céhes testületek: Scoletta dell'Angelo Custode, Scuola dei Crociferi, Scuola dei Mercanti, Scuola di Santa Maria della Misericordia.